# Francisco Javier Sáenz de Oiza
Pour les articles homonymes, voir Sáenz.
Francisco Javier Sáenz de Oiza est un architecte espagnol né à Cáseda (Navarre) le 12 octobre 1918 et mort à Madrid le 18 juillet 2000.

## Biographie

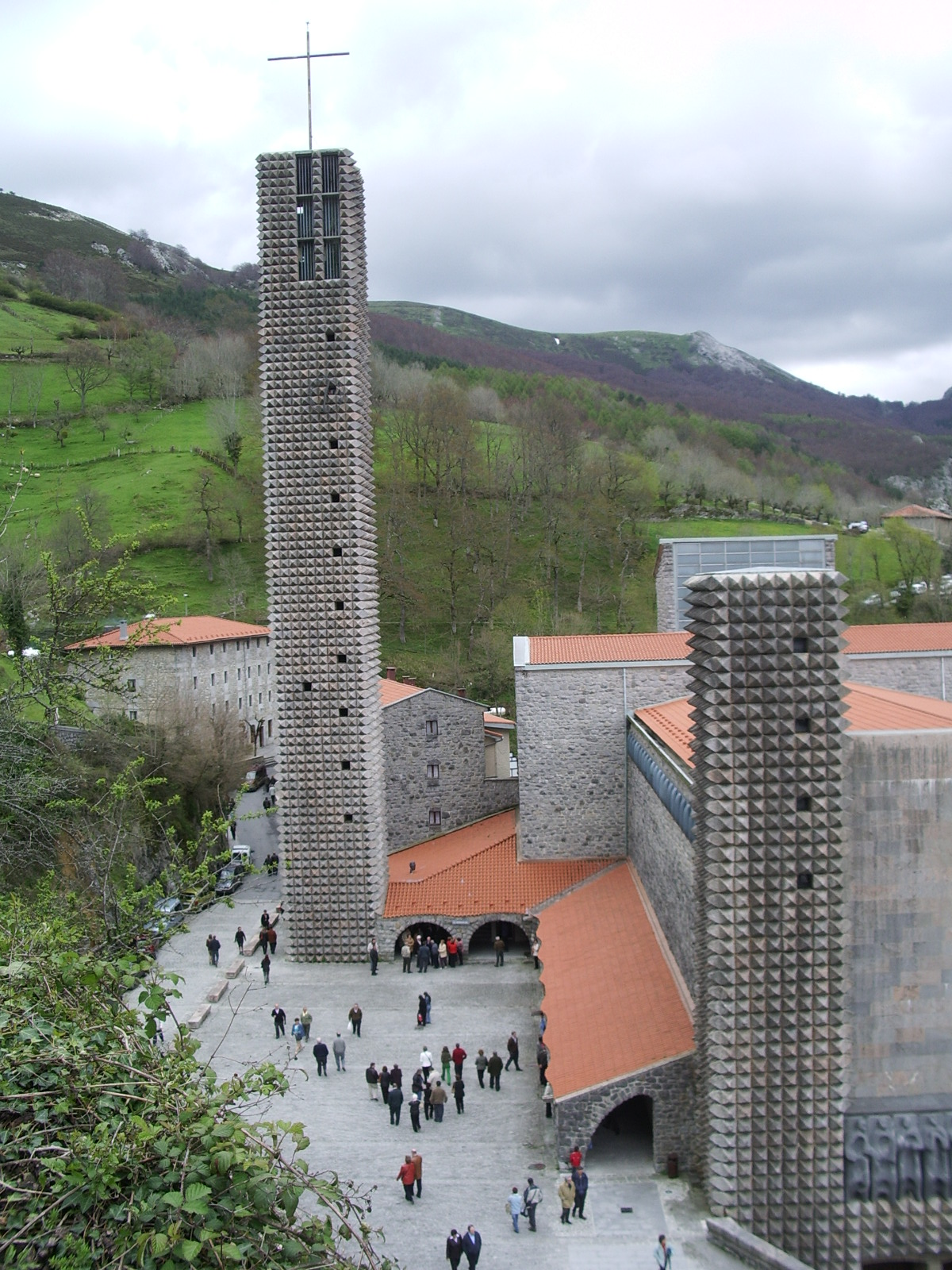
La nouvelle basilique du sanctuaire d'Arantzazu à Ognate

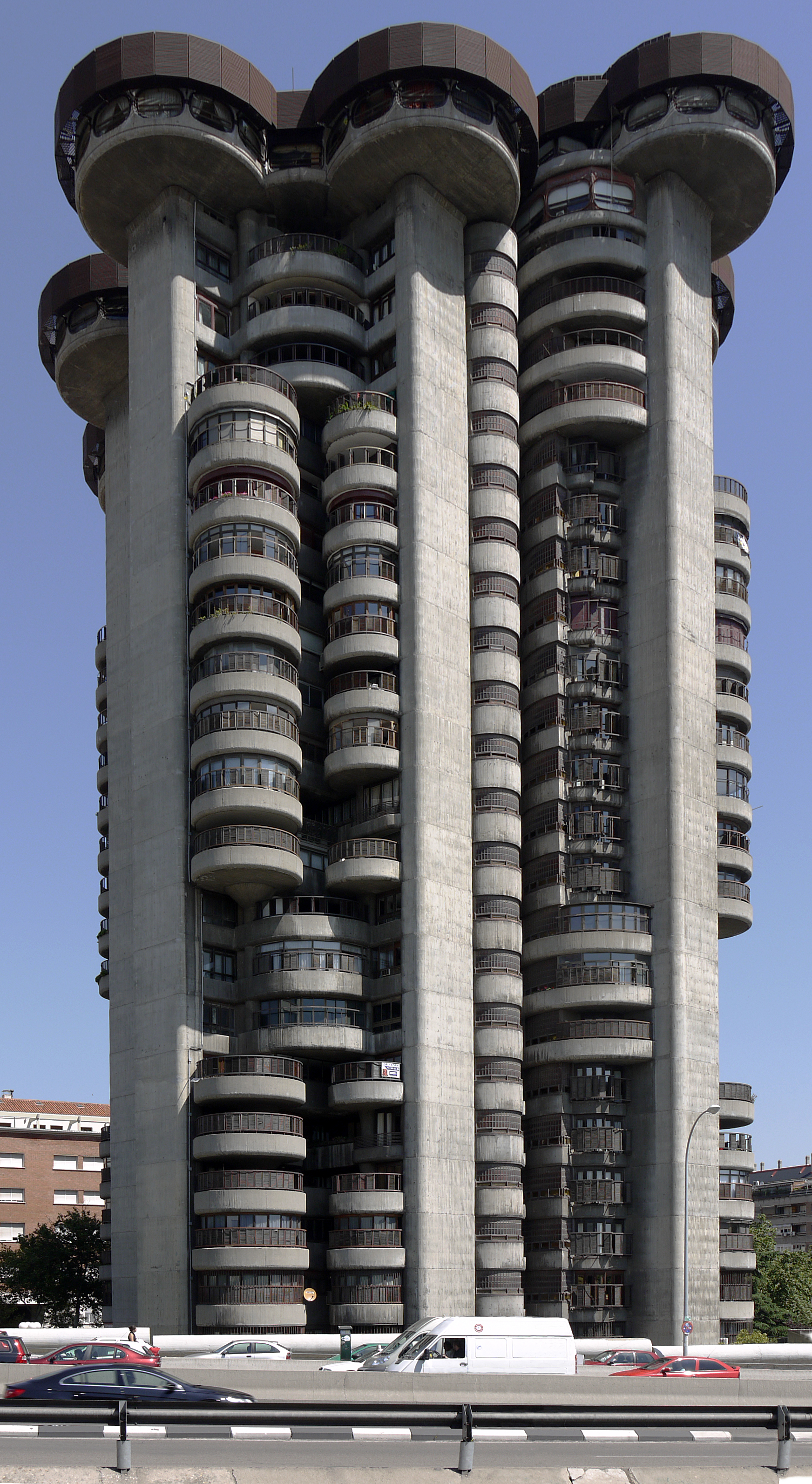
L'édifice Torres Blancas, Madrid

Licencié en architecture de l'École technique supérieure d'architecture de Madrid (ETSAM) en 1946, il reçoit le Prix Aníbal Alvárez du meilleur dossier académique et le prix national d'architecture. En 1947, il part se perfectionner aux États-Unis grâce à l'obtention de la bourse Conde de Cartagena de l'Académie royale des beaux-arts de San Fernando.
En 1949, il rentre en Espagne et commence à travailler comme professeur dans le département des Installations de l'ETSAM. Parmi ses premières réalisations, on retrouve des logements du quartier de Fuencarral, à Madrid, en 1958, et de celui de Batán en 1960. En 1968, il obtient la chaire de Projets de la même académie et en est le directeur de 1981 à 1983. Après avoir pris sa retraite, il reste professeur émérite de l'Académie.
Parallèlement à sa carrière académique, il possède sa propre étude d'architecte et collabore avec Manuel Cabeñes et avec Romany, notamment pour la construction de logements sociaux.
Il forme notamment Rafael Moneo (entre 1956-1961) et Juan Daniel Fullaondo.
En 1987, il reçoit la Médaille d'or du mérite des beaux-arts du Ministère de l'Éducation, de la Culture et des Sports espagnol.

## Projets

### Principales réalisations

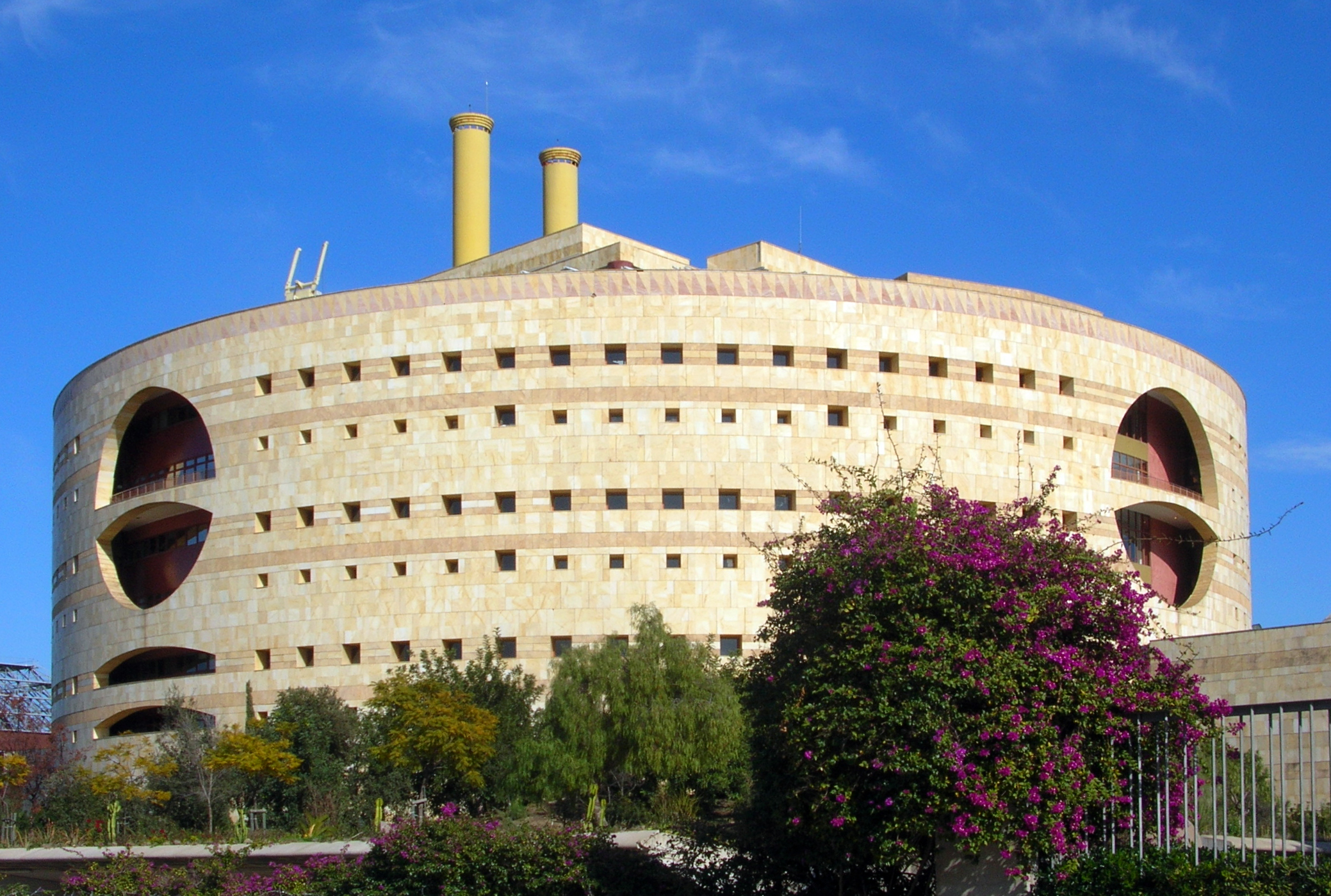
La Tour Triana, dans le district de La Cartuja de Séville

- 1950-1954 : nouvelle basilique du sanctuaire d'Arantzazu à Ognate (Pays basque espagnol). Il s'agit d'un édifice religieux de béton, pierre et acier. Il y travaille avec le sculpteur Jorge Oteiza ;
- 1961-1969 : bâtiment Torres Blancas (« tours blanches »), à Madrid ; il s'agit d'une tour de 71 m, unique malgré son nom au pluriel, constituée de plusieurs cylindres arrangés de manière irrégulière ;
- 1971-1978 : tour de la Banque de Bilbao, édifice de 107 m présentant des façades d'acier et de verre, situé dans le complexe financier et commercial AZCA de Madrid ;
- 1987 : campus de l'Université publique de Navarre, situé à Pampelune ;
- 1991 : Palais des festivals de Cantabrie, à Santander (Cantabrie) ;
- 1993 : Torre Triana, édifice administratif de la Junta de Andalucía, situé à Séville (Andalousie).

### Autres projets

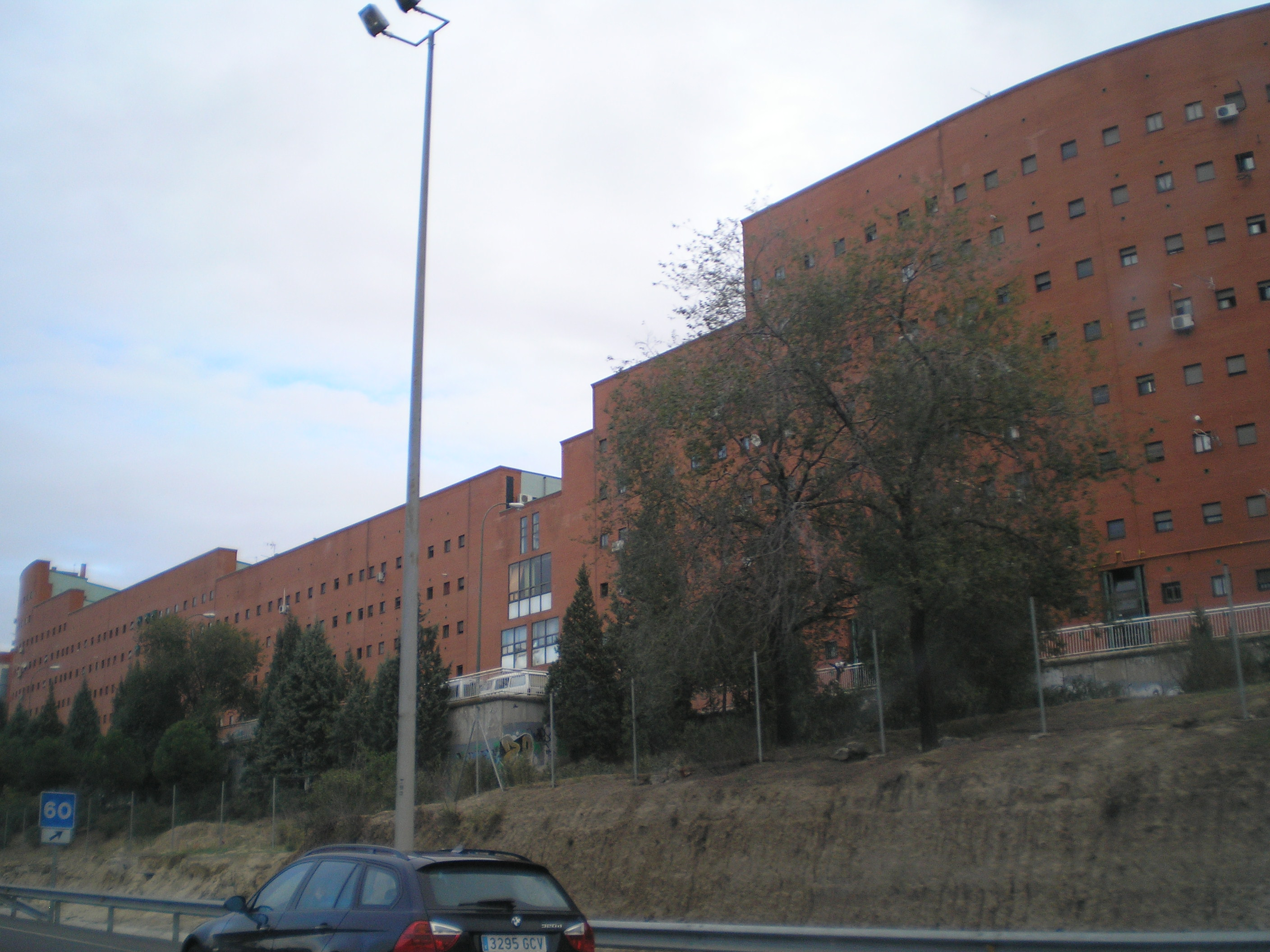
Logements El Ruedo, le long de l'autoroute M-30, à Madrid

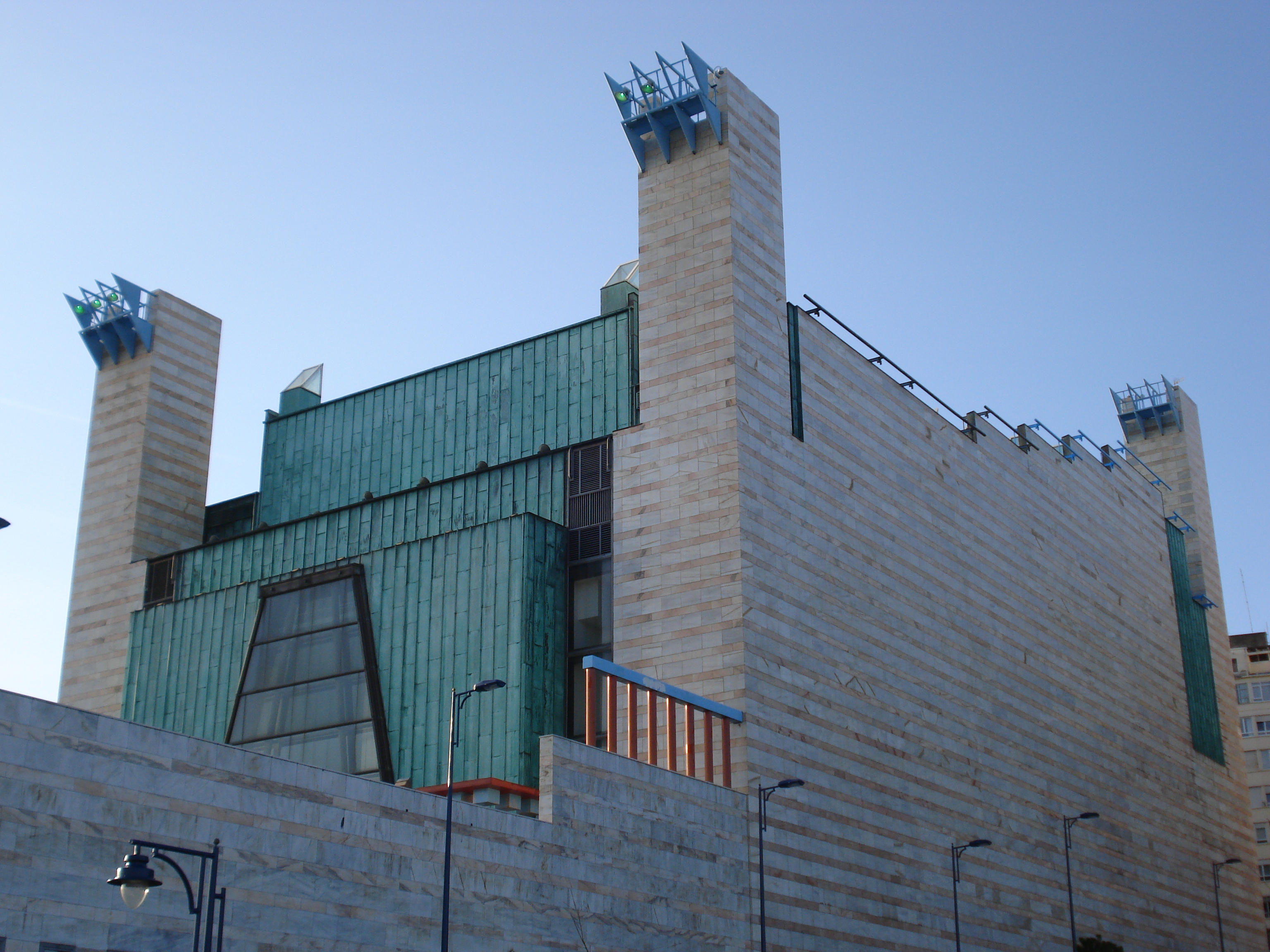
Palais des festivals de Cantabrie, à Santander

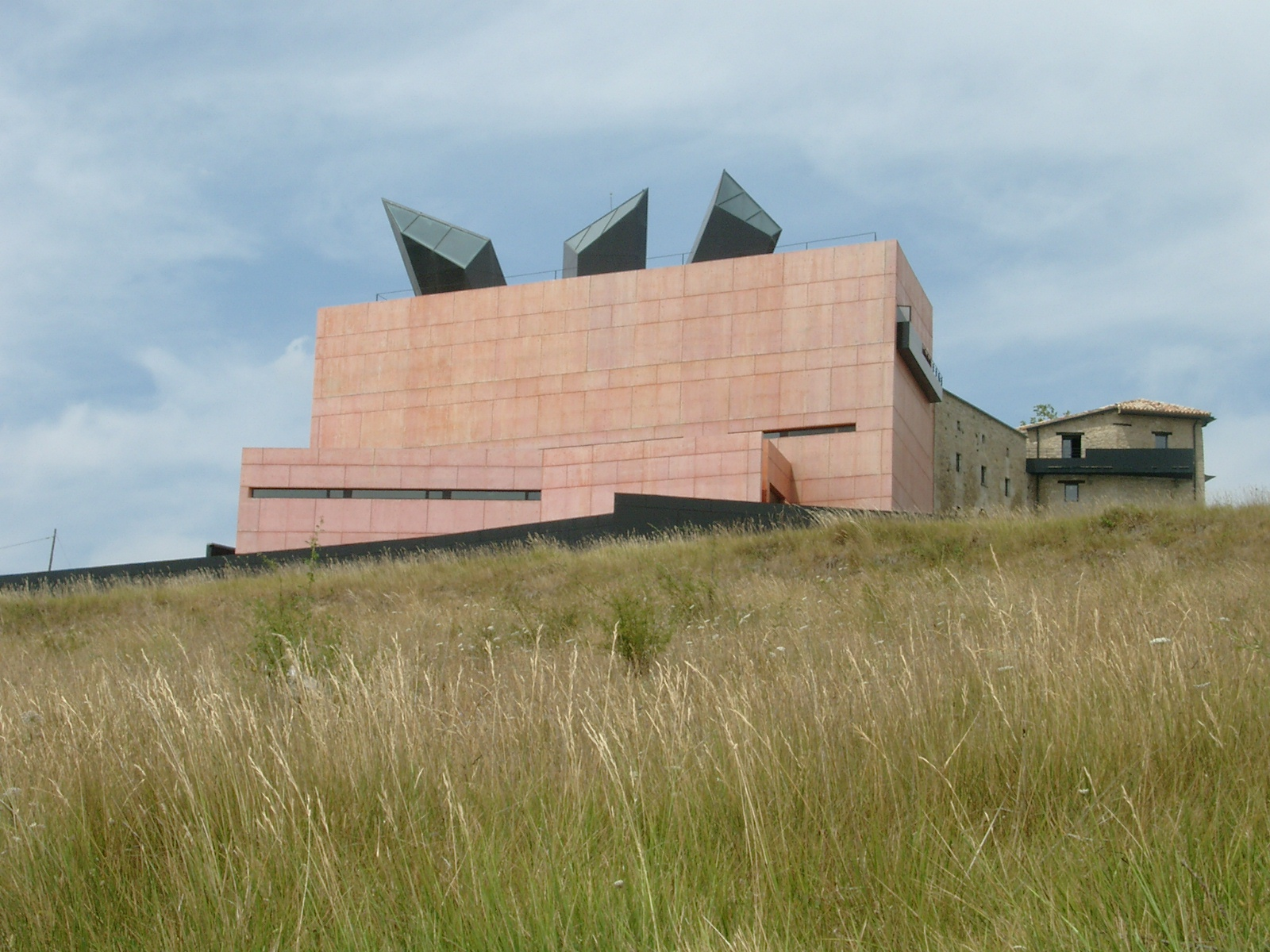
Musée Oteiza à Alzuza (Navarre)

- 1949 : immeuble à la rue Fernando el Católico, Madrid ;
- 1954 : projet de chapelle sur le chemin du pèlerinage de Saint-Jacques-de-Compostelle ;
- 1955 : quartier de Fuencarral-A, Madrid ;
- 1956 : quartier d'Entrevías, Madrid ;
- 1960 : casa Lucas Prieto, Talavera de la Reina (Castille-La Manche) ;
- 1963 : cent appartements à Ciudad Alcudia, Palma de Majorque ;
- 1971 : casa Arturo Echevarría, Madrid ;
- 1986-1989 : logements El Ruedo, sur l'autoroute M-30, Madrid ;
- 1987 : villa Fabriciano ;
- 1987 : pavillons de l'IFEMA (place des fêtes Juan Carlos I), Madrid ;
- 1987 : villa Fabriciano ;
- 1988 : université de Grenade ;
- 1989-1993 : université publique de Navarre, Pampelune (Navarre) ;
- 1990 : concours pour le Palais des congrès de Marbella (Andalousie) ;
- 1990 : bureaux de la Corporation des architectes de Madrid ;
- 1990 : école d'administration publique de Mérida (Estrémadure) ;
- 1991 : aménagement de la place de San Francisco, Palma de Majorque ;
- 1991 : pavillon omnisports couvert, Plasence (Estrémadure) ;
- 1992 : concours pour le Palais de la musique et des congrès de Bilbao ;
- 1993 : bâtiment sur l'avenue Pie XII, Madrid ;
- 1997 : centre culturel de Villaviciosa de Odón, Madrid ;
- 2003 : Fondation musée Jorge Oteiza, Alzuza, Navarre (œuvre posthume).

## Prix
- 1946 : Prix national d'Architecture pour son projet d'aménagement de la plaza del Azoguejo de Ségovie, en collaboration avec Luis Laorga ;
- 1954 : Prix national d'Architecture pour son projet de chapelle sur le chemin du pèlerinage de Saint-Jacques-de-Compostelle ;
- 1974 : Prix de l'Excellence Européenne pour son immeuble Torres Blancas ;
- 1989 : Prix Antonio Camuñas d'architecture ;
- 1989 : Médaille d'or de l'architecture du Conseil supérieur des architectes d'Espagne ;
- 1991 : Prix d'Architecture et Urbanisme de la Municipalité de Madrid pour les édifices sur la M-30 ;
- 1993 : Prix Prince des Asturies des Arts ;
- 2000 : Médaille d'or de l'Université publique de Navarre.